# ФК Напредак Алексинац
ОФК Напредак 1929 Алексинац је фудбалски клуб из Алексинца, Србија, и тренутно се такмичи у Нишавски округ, петом такмичарском нивоу српског фудбала. Клуб је основан 1929. године. Навијачи клуба се зову „Скурња“.

## Историја
Клуб је основан 1929. године.
Најбољи резултат Напретка је играње у Јединственој српској лиги 1980-их. Касније је наставио у групи Исток, а 1996. је испао у зонски ранг. У њему је играо све до сезоне 2009/10., када као претпоследњи у Нишкој зони испада у нижи ранг, окружну лигу.
Напредак је у сезони 2011/12. заузео прво место у Нишавској окружној лиги и тако се након две сезоне играња у окружној лиги вратио у Нишку зону.

## Новији резултати
| Сезона   | Ранг | Лига             | Позиција | ИГ | Д  | Н | П  | ГД | ГП | ГР  | Бод | Куп                  |
| -------- | ---- | ---------------- | -------- | -- | -- | - | -- | -- | -- | --- | --- | -------------------- |
| 1955/56. | 3    | Нишки Подсавез   | 13.      | 26 | 7  | 4 | 15 | 33 | 56 | -22 | 18  | Није се квалификовао |
| 2003/04. | 4    | Нишка зона       | 7.       | 26 | 10 | 6 | 10 | 42 | 35 | +7  | 36  | Није се квалификовао |
| 2004/05. | 4    | Нишка зона       | 9.       | 30 | 10 | 9 | 11 | 63 | 45 | +18 | 39  | Није се квалификовао |
| 2005/06. | 4    | Нишка зона       | 2.       | 28 | 20 | 6 | 2  | 63 | 15 | +48 | 66  | Није се квалификовао |
| 2006/07. | 4    | Нишка зона       | 4.       | 30 | 17 | 5 | 8  | 61 | 23 | +38 | 56  | Није се квалификовао |
| 2007/08. | 4    | Нишка зона       | 12.      | 34 | 13 | 7 | 14 | 63 | 64 | -1  | 46  | Није се квалификовао |
| 2008/09. | 4    | Нишка зона       | 9.       | 34 | 13 | 6 | 15 | 41 | 49 | -8  | 45  | Није се квалификовао |
| 2009/10. | 4    | Нишка зона       | 17.      | 34 | 5  | 2 | 27 | 24 | 87 | -63 | 16  | Није се квалификовао |
| 2010/11. | 5    | Нишавска окружна | 2.       | 32 | 19 | 2 | 11 | 54 | 46 | +8  | 59  | Није се квалификовао |
| 2011/12. | 5    | Нишавска окружна | 1.       | 30 | 21 | 4 | 5  | 70 | 36 | +34 | 67  | Није се квалификовао |
| 2012/13. | 4    | Нишка зона       | -        | -  | -  | - | -  | -  | -  | -   | -   | -                    |